# Route nationale 11 (Francia)
La route nationale 11 (N 11) in Francia è una strada che collega Frontenay-Rohan-Rohan a La Rochelle. Fino ai declassamenti del 1972, collegava Poitiers a Rochefort, mentre il tratto da Mauzé-sur-le-Mignon a La Rochelle era coperto dalla N22.

## Percorso
Comincia a Fontaine-le-Comte distaccandosi dalla N10 e serve i centri di Lusignano, Niort e Frontenay-Rohan-Rohan, dopo il quale incrocia la N248: fino a questo punto la strada è stata declassata a D611. Il vecchio tratto da Mauzé-sur-le-Mignon è stato declassato a D911; l'attuale N11 prosegue invece verso ovest come strada nazionale. Si conclude nella periferia di La Rochelle, in corrispondenza dell'incontro con la relativa tangenziale.